# Institut der Wirtschaftsprüfer
Das Institut der Wirtschaftsprüfer in Deutschland e. V. (IDW) mit Sitz in Düsseldorf ist ein eingetragener Verein, der die Arbeit der Wirtschaftsprüfer und Wirtschaftsprüfungsgesellschaften fördert und unterstützt, Aus- und Fortbildung anbietet sowie die Interessen des Berufsstands der Wirtschaftsprüfer vertritt. Die Mitgliedschaft für Wirtschaftsprüfer ist freiwillig.

## Geschichte
Im Sommer des Jahres 1929 brach mit der Frankfurter Allgemeine Versicherungs AG (FAVAG) das zweitgrößte Versicherungsunternehmen des Deutschen Reiches zusammen.:10
Mit dem Hintergrund des Zusammenbruchs der FAVAG und um Teile der Reform zu beschleunigen wurde am 19. September 1931 die „Verordnung des Reichspräsidenten über Aktienrecht, Bankenaufsicht und über eine Steueramnestie“ (VO) veröffentlicht. Sie enthält unter anderem Vorschriften zur Offenlegungspflicht (Geschäftsbericht, Jahresabschluss und Abschlussprüfung). Bilanzprüfer durften nur in der Buchführung gebildete und erfahrene Personen sein. Nur wenn einer der Inhaber, Vorstandsmitglieder oder Geschäftsführer in der Buchführung gebildet und erfahren war, durften Prüfungsgesellschaften Bilanzen überprüfen.:15 f.
Das „Institut für das Revisions- und Treuhandwesen“ e. V. (IRT) wurde im August 1930 von mehreren Fachverbänden („Verband deutscher Bücherrevisionen“ (VDB), „Fachgruppe der Treuhänder im Verband Deutscher Diplom-Kaufleute“ (VDDK), „Verband Deutscher Treuhand- und Revisionsgesellschaften e. V.“ und „Reichsbund Deutscher Treuhand-Aktiengesellschaften“) aus dem deutschen Revisions- und Treuhandwesen gegründet. Das Ziel des IRT war eine Mitwirkung bei der Gesetzgebung zum Beruf des Wirtschaftsprüfers. Gleichzeitig versuchte das IRT die verschiedenen Interessen der Einzelrevisoren und der größeren Treuhandsgesellschaften zu überbrücken.:13
Die Länder des Deutschen Reiches legten „den rechtlichen und institutionellen Rahmen“ für den neuen Beruf fest. 1931 entstanden zwölf Zulassungs- und Prüfungsstellen für Wirtschaftsprüfer.:17
Der Beruf des Wirtschaftsprüfers entstand durch die 1. Durchführungsverordnung zur VO am 15. Dezember 1931. Wirtschaftsprüfer mussten öffentlich bestellt und Prüfungsgesellschaften eingetragen sein.:16 
Am 1. Februar 1932 entstand das „Institut der Wirtschaftsprüfer“ e. V. (IDW) in Berlin aus einer Umbenennung des IRT. Mitglied des IDW konnten nur Wirtschaftsprüfer und Wirtschaftsprüfungsgesellschaften werden. Eines der Ziele des IDW war, sich zu einer Berufsvertretung zu entwickeln, welche einheitlich ihre Interessen nach außen vertreten kann.:21 f. Am 19. Februar 1933 fand die erste Jahresversammlung statt. Im Mai 1933 erkannte das Dritte Reich das IDW als die Standesvertretung der Wirtschaftsprüfer an.:29 Im Juni 1934 wurde es für Wirtschaftsprüfer Pflicht, Mitglied des IDW zu sein. Am 23. März 1943 wurde das IDW in die „Reichskammer der Wirtschaftstreuhänder“ eingegliedert und im April 1943 aufgelöst. Nach dem Ende des Zweiten Weltkriegs im Oktober 1945 wurde die Reichskammer wieder aufgelöst.:42 f.
1946 bildeten sich in Deutschland einzelne Institute neu, und die Verbände in der britischen Besatzungszone schlossen sich im selben Jahr zum Institut der Wirtschaftsprüfer e. V. mit 440 freiwilligen Mitgliedern zusammen. In den nächsten Jahren gründeten sich weitere Landesvertretungen. Nach Düsseldorf zog der Verein 1948. Am 18. September 1950 wurde mit der Verlagsbuchhandlung des Instituts der Wirtschaftsprüfer ein eigener Verlag als GmbH gegründet.
1954 war das IDW Gründungsmitglied der Union Europénne des Experts Comptables Economiques et Financiers, im gleichen Jahr wurde der Name des Vereins in Institut der Wirtschaftsprüfer in Deutschland e. V. geändert. Erstmals bot das IDW 1966 Vorbereitungslehrgänge für das Wirtschaftsprüferexamen an. Der Verlag firmiert seit 1972 als IDW-Verlag GmbH. Als 1973 das IASC und 1977 die International Federation of Accountants gegründet wurden, war das IDW jeweils erneut als Gründungsmitglied beteiligt.

## Organisation
Wirtschaftsprüfer müssen Gesetze und fachliche Regeln beachten (§ 4 Abs. 1 BS WP/vBP). Diese umfassen unter anderem die fachlichen Regeln mit Rechtsnormcharakter der WPK (Wirtschaftsprüferkammer) und nicht kodifizierte Berufsgrundsätze von Fachgremien wie dem IDW. Die freiwilligen Mitglieder des IDW sind gem. § 4 Abs. 9 der IDW-Satzung an die IDW-Verlautbarungen gebunden. Berufsträger, die nicht Mitglied beim IDW sind, sind nicht zur Einhaltung der IDW-Verlautbarungen verpflichtet. Die Verlautbarungen stehen unter dem Vorbehalt der Eigenverantwortlichkeit des Prüfers. Fachliche Regeln zu beachten ist Berufspflicht. Der Prüfer muss sein Handeln in eigener Verantwortung bestimmen, sich selbst sein Urteil bilden und seine Entscheidungen selbst treffen (§ 43 Abs. 1 WPO, § 12 Abs. 1 BS WP/vBP).
Nach eigenen Angaben hat das IDW zum 31. Dezember 2023 12.934 ordentliche Mitglieder. Diese setzen sich aus 11.820 Wirtschaftsprüfern (ca. 79 % aller Wirtschaftsprüfer) und 1.114 WP-Gesellschaften sowie 11 Ehrenmitgliedern zusammen. Das IDW wird vom Vorstand geleitet, der aus sechs ehrenamtlichen und drei geschäftsführenden Mitgliedern besteht. Seit 2024 ist Melanie Sack die Sprecherin des Vorstands.

## Verlautbarungen
Das Institut der Wirtschaftsprüfer (IDW) publiziert sogenannte „IDW-Verlautbarungen“. In den Verlautbarungen legt das IDW die Berufsauffassung dar, nach der Wirtschaftsprüfer unbeschadet ihrer Eigenverantwortlichkeit ihrer Tätigkeit nachgehen können. IDW-Verlautbarungen existieren als
- IDW-Prüfungsstandards (IDW PS)
- International Standards on Auditing ISA [DE]
- IDW Stellungnahmen zur Rechnungslegung (IDW RS)
- IDW Standards (IDW S)
- IDW Prüfungshinweise (IDW PH)
- IDW Rechnungslegungshinweise (IDW RH)
- IDW Praxishinweise
- IDW Bewertungshinweis
- IDW Steuerhinweis
- IDW Fragen & Antworten zu IDW Prüfungsstandards (F&A IDW PS)
- IDW Fragen & Antworten zu IDW Standards (F&A IDW S)
- IDW Qualitätssicherungsstandards (IDW QS)
- IDW Praxishinweise
- IDW Verlautbarungen bis 1998
- Gemeinsame Stellungnahmen mit der Wirtschaftsprüferkammer
- Sonstige Verlautbarungen/Eingaben.

International Standards on Auditing ISA [DE], IDW Prüfungsstandards, IDW Stellungnahmen zur Rechnungslegung und IDW Standards werden zunächst als Entwurf durch die Gremien des IDW verabschiedet und dem Berufsstand sowie der interessierten Öffentlichkeit zur Meinungsäußerung zur Verfügung gestellt. Die Entwürfe sind erkennbar am vorangestellten „E“ vor den Abkürzungen RS, PS und S. Die endgültigen Verlautbarungen (ohne sonstige Verlautbarungen) werden als Loseblattausgabe und in elektronischer Form im IDW Verlag publiziert.
Bislang wurden die International Standards on Audition (ISA) vom IDW in eigene IDW Prüfungsstandards transformiert. Nach § 317 Abs. 5 HGB (Handelsgesetzbuch) hat der Abschlussprüfer bei der Durchführung einer Prüfung die internationalen Prüfungsstandards anzuwenden, die von der Europäischen Kommission angenommen worden sind. Mangels Annahme durch die Europäische Kommission im Rahmen des Komitologieverfahren sowie der Transformation in IDW Prüfungsstandards sind die Original-ISA von International Federation of Accountants (IFAC) zurzeit nicht anzuwenden. Künftig sind jedoch gemäß § 317 Abs. 5 HGB die von der EU übernommenen internationalen Prüfungsstandards und nicht die transformierten IDW-Standards anzuwenden.